# Argis levior
Argis levior är en kräftdjursart som först beskrevs av M. J. Rathbun 1902.  Argis levior ingår i släktet Argis och familjen Crangonidae. Inga underarter finns listade i Catalogue of Life.